# Confrérie des Fins Goûteurs de Charolais

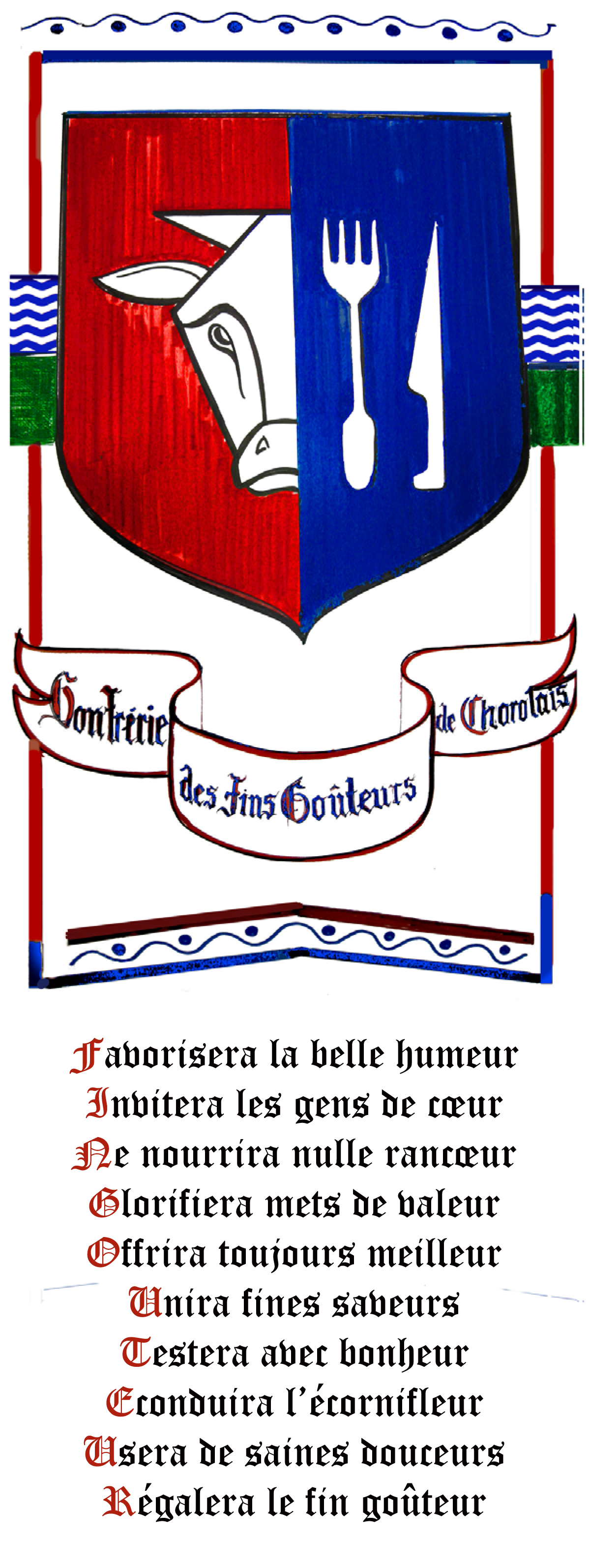
Représentant le bœuf et les arts de la table

La Confrérie des Fins Goûteurs de Charolais est une confrérie gastronomique bourguignonne contemporaine se donnant pour objectif la promotion internationale des traditions du Nivernais et de la Bourgogne, des bœufs charolais et de la gastronomie locale lors de festins conviviaux et dans les forums consacrés à la diffusion de la race charolaise.

## Historique

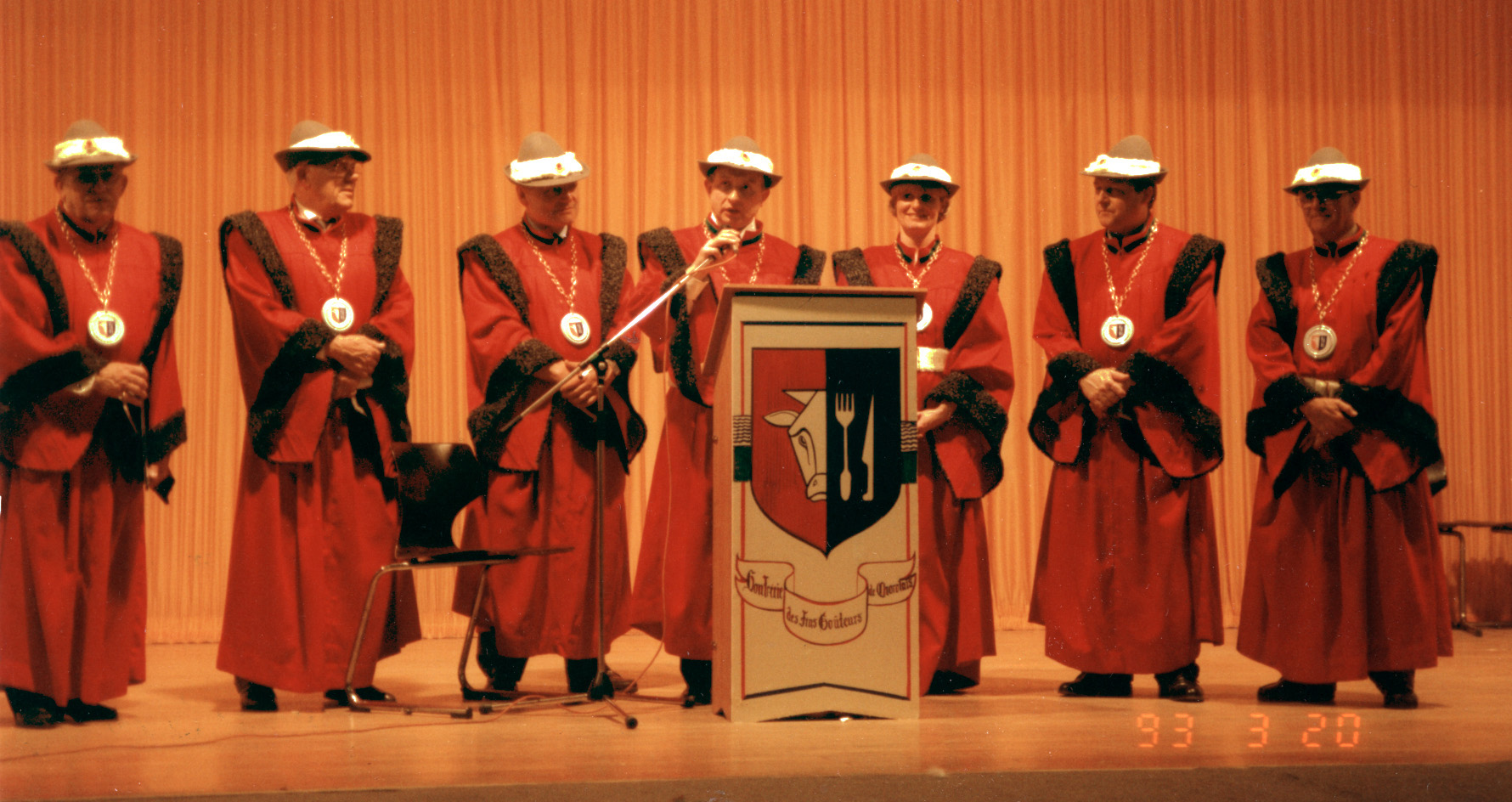
Chapitre fondateur - Mars 1993

La Confrérie des Fins Goûteurs de Charolais est née le 16 mars 1993 au Hall des expositions de Nevers à l'instigation de membres des clubs neversois affiliés au Lions Club International, par l'action commune de commerçants, d'agriculteurs éleveurs, de membres du Herd-book charolais, de bouchers et de gastronomes désireux de promouvoir la race charolaise à travers le monde et tout particulièrement des bovins engraissés dans les pâturages ou plutôt les prairies nivernais.
Le blason de la Confrérie des Fins Goûteurs de Charolais a été dessiné par l'artiste illustrateur Raymond Sguerzi.
Bleu, blanc et rouge, pour évoquer les hautes traditions de la gastronomie française, ainsi que des Arts de la table, il semble un vaisseau flottant sur un océan d’herbes grasses comme sont les prairies nivernaises.

## Les motifs de ce choix
L'excellence de ces terrains de vaine pâture pour l'engraissement des bœufs a été reconnu très précocement par Maître Guy Coquille, Les Coutumes du pays et duché de Nivernais, Paris, 1605 ; Histoire du Nivernoy, Paris, Anthoyne de Cay, 1596.
Une autre raison de ce choix de la viande (vivanda : nourriture, pour vivre) charolaise réside dans l’histoire du Château de Villars, exploitation agricole du 13e siècle, qui implanta l’élevage des bœufs blancs dans la Nièvre, en 1826, quand il était la possession de Albert de Bouillé et qui devint une « Ferme modèle », véritable Grande Ecole de l’Elevage, quand Charles de Bouillé, son fils, gestionnaire et fin politique,  fonda en 1864, le Herd-Book de la Race Charolaise, premier livre généalogique pour les bovins élevés en France.
En outre, il est connu pour son choix d’élever des mouton Southdown, race rustique qui peut s’habituer aux températures et à l’humidité du Nivernais.
Par ailleurs, Député de la Nièvre, il propulsa en 1871 la « Réunion Libre des Agriculteurs de l'Assemblée nationale », préparant un Ministère autonome chargé de l'Agriculture.
Enfin, en 1880, il créa le Stud Book des Animaux de la Race Chevaline Nivernaise de Trait, premier registre généalogique à s’ouvrir en France pour les chevaux de trait. (Histoire du Château de Villars ).

## Tradition
Depuis 1993, la confrérie assure la promotion internationale des traditions de la Bourgogne, des bœufs charolais et la gastronomie locale dans diverses manifestations qui concernent le monde du bœuf charolais comme celui des Arts de la table, de la gastronomie, de l’œnologie, ou qui développent la connaissance des régions voisines et de leurs activités culturelles. 
Lors de chacun de ses chapitres, la confrérie des Fins Goûteurs de Charolais intronise de nouveaux membres qu'elle élève au grade d’épicuriens, le  chapitre le plus connu étant celui de la foire-exposition de Nevers qui se déroule tous les ans au mois de mars.
Le rituel d'adoubement au titre d’épicurien par le Grand Maître de cérémonie entouré du Grand Conseil est largement inspiré de celui de la Confrérie des Chevaliers du Tastevin.
La devise de la confrérie est : Le Nivernais : Un art de vivre.
De plus en plus, la Confrérie porte surtout son intérêt sur les valeurs éthiques des Confréries d'autrefois, qui sont la confraternité, la solidarité, la convivialité et la reconnaissance de ce qu'il y a de bien dans l'activité des autres.

## Les commandements du Fin Goûteur
Favorisera la belle humeur

Invitera les gens de cœur

Ne nourrira nulle rancœur

Glorifiera mets de valeur

Offrira toujours meilleur

Unira fines saveurs

Testera avec bonheur

Éconduira l’écornifleur

Usera de saines douceurs

Régalera le fin goûteur

## Sources
Nivexpo, Siège de la Confrérie des Fins Goûteurs de Charolais, Avenue du Général de Gaulle, 58000, Nevers.